# Wyoming (Iowa)
Wyoming és una població dels Estats Units a l'estat d'Iowa. Segons el cens del 2000 tenia 626 habitants.

## Demografia
Segons el cens del 2000, Wyoming tenia 626 habitants, 277 habitatges, i 173 famílies. La densitat de població era de 473,9 habitants/km².
Dels 277 habitatges en un 29,2% hi vivien nens de menys de 18 anys, en un 50,5% hi vivien parelles casades, en un 9,7% dones solteres, i en un 37,5% no eren unitats familiars. En el 35,4% dels habitatges hi vivien persones soles el 21,7% de les quals corresponia a persones de 65 anys o més que vivien soles. El nombre mitjà de persones vivint en cada habitatge era de 2,26 i el nombre mitjà de persones que vivien en cada família era de 2,91.
Per edats la població es repartia de la següent manera: un 26,4% tenia menys de 18 anys, un 6,4% entre 18 i 24, un 26,5% entre 25 i 44, un 19,3% de 45 a 60 i un 21,4% 65 anys o més.
L'edat mediana era de 39 anys. Per cada 100 dones de 18 o més anys hi havia 82,9 homes.
La renda mediana per habitatge era de 31.979 $ i la renda mediana per família de 41.538 $. Els homes tenien una renda mediana de 30.938 $ mentre que les dones 23.611 $. La renda per capita de la població era de 15.787 $. Entorn del 10,6% de les famílies i el 12,2% de la població estaven per davall del llindar de pobresa.

## Poblacions més properes
El següent diagrama mostra les poblacions més properes.